# Lim Hyo-jun
Lin Xiaojun (Lim Hyo-jun), né le 29 mai 1996, est un patineur de vitesse sur piste courte chinois.

## Carrière
En 2017, il remporte le 1000m et le 1500m à la première manche de la Coupe du Monde 2017-2018, à Budapest. Il se qualifie donc aux Jeux olympiques d'hiver de 2018. Au 500 mètres, il arrive deuxième derrière le Hongrois Shaolin Sandor Liu. Au relais, l'équipe coréenne, composée de Kwak Yoon-gy, Seo Yi Ra, Hwang Dae-Heon et lui, arrive quatrième.
Il ne participe pas aux deux Coupes du monde suivantes, respectivement à Dordrecht et Shanghai, en raison d'une blessure au dos. Avant la quatrième et dernière manche de la Coupe du monde, qui se déroule à Séoul, il affirme en interview être « encore loin de 100 % de [ses] capacités » en raison de cette blessure. Pendant cette dernière manche, il est disqualifié en finale A du 1500 mètres, ce qui le place 6e de la distance à égalité avec le Français Thibaut Fauconnet, lui aussi disqualifié en finale A. Au 500 mètres, il finit aussi sixième, derrière son compatriote Kwak Yoon-gy. Il remporte le dernier relais masculin de la saison avec Kim Do-kyoum, Seo Yi Ra et Hwang Dae-heon.
Il est sacré champion olympique sur 1 500 mètres en 2018.

## Controverse
En août 2019, il est exclu de l'équipe sud-coréenne pour avoir descendu le pantalon de l'un de ses coéquipiers, lors d'un entraînement. Condamné en première instance pour "harcèlement sexuel", il décide de faire appel et est, par la suite relaxé, en deuxième instance, avant une nouvelle instruction, cette fois-ci devant la Cour Suprême du pays. Début mars 2021, le média sud-coréen MBC affirme que Lim Hyo-jun a reçu son passeport chinois le 5 mars, afin d'être naturalisé par Pékin, en vue d'une participation pour les Jeux olympiques de 2022 en Chine,.